# Красная Речка (Оршанский район)
Красная Речка (мар. Йошкарэҥер) — село в Оршанском районе Республики Марий Эл. Входит в состав Шулкинского сельского поселения.

## География
Находится в северной части республики Марий Эл на расстоянии приблизительно 23 км по прямой на северо-восток от районного центра посёлка Оршанка.

## История
Известно с 1829 года как починок Краснорецкий с 7 дворами и 78 жителями. В 1859 года здесь (починок При речке Красной) было 18 дворов со 168 жителями. В этом же году починок получил статус села, с 1861 года начала действовать церковь во имя преподобных Зосимы и Савватия. В 1889 году село Красное Яранского уезда насчитывало 53 двора, 318 жителей. В 1894 году построено было каменное здание церкви. В 1924 году, здесь проживали 287 человек, русские. В 1939 году в селе числилось 38 дворов, 198 жителей. С 1970-х годов жители начали разъезжаться. В конце 1980-х годов в селе числилось 35 хозяйств, 87 жителей. К 1990-м годам не осталось ни одного коренного жителя. В 2004 году в селе Красная Речка насчитывалось 10 домов, включая дачные. В советское время работали колхозы «Авангард», имени Калинина, имени Крупской.

## Достопримечательности
С 2000 года вновь действует каменная церковь во имя преподобных Зосимы и Савватия.

## Население
Население составляло 11 человек (русские 82 %) в 2002 году, 15 в 2010.